# Centrodraco otohime
Centrodraco otohime is een straalvinnige vissensoort uit de familie van pitvissen (Draconettidae). De wetenschappelijke naam van de soort is voor het eerst geldig gepubliceerd in 1980 door Nakabo & Yamamoto.